# Stefano Frizziero
Stefano Frizziero (Chioggia, 24 giugno 1970) è un ex giocatore di calcio a 5 italiano.

## Carriera
Perno difensivo rapido e di grande carica agonistica, inizia a giocare a calcio a 5 con la squadra della propria città natale.
Con i Lions Chioggia vince il campionato regionale di Serie C e nella stagione seguente anche quello di Serie B. Nel campionato 1991-92 esordisce in Serie A, mettendosi in luce tanto da meritare la convocazione in Nazionale, nonostante la squadra concluda al penultimo posto retrocedendo in serie B. Dopo un breve passaggio nell'ITCA Torino e Milano, insieme al fratello Massimiliano si trasferisce in seguito ai rivali del Petrarca con cui vince nuovamente la Serie B nella stagione 1996-97; con i neri disputa tre campionati di Serie A, raggiungendo nella stagione d'esordio la semifinale scudetto. Nel 2000 si trasferisce all'Arzignano Grifo in Serie A2 dove rimane una sola stagione, prima di scendere ulteriormente di categoria indossando la maglia del Cadoneghe in Serie B. Nel 2002-03 si trasferisce al Cornedo dove ritrova gli ex compagni Dal Santo, Daniele, Salvagno, Michele Frizziero, ed il fratello Massimiliano. Della formazione bluamaranto Stefano Frizziero sarà giocatore simbolo nonché capitano per quattro stagioni, la metà delle quali in Serie A2. Nel 2006 ritorna in Serie B vestendo la maglia del Thiene, mentre la stagione seguente, dopo aver giocato alcune partite con il Riviera Futsal in serie C1, si trasferisce al Vigoreal in Serie D con cui conclude la carriera.

## Palmarès
- Campionato di Serie B: 2

Lions Chioggia: 1990-91
Petrarca: 1996-97